# キムドン県
キムドン県（キムドンけん、ベトナム語：Huyện Kim Động / 縣金洞?）は、ベトナム社会主義共和国フンイエン省の県である。

## 行政区画
以下の1市鎮16社を管轄する。
- ルオンバン市鎮（Lương Bằng / 良憑）
- チンギア社（Chính Nghĩa / 正義）
- ドンタイン社（Đồng Thanh / 同清）
- ドゥクホップ社（Đức Hợp / 德合）
- ヒエップクオン社（Hiệp Cường / 協強）
- フンアン社（Hùng An / 雄安）
- マイドン社（Mai Động / 枚洞）
- ギアザン社（Nghĩa Dân / 義民）
- ゴクタイン社（Ngọc Thanh / 玉清）
- ニャンラ社（Nhân La / 仁羅）
- ファムグーラオ社（Phạm Ngũ Lão / 范五老）
- フーティン社（Phú Thịnh / 富盛）
- ソンマイ社（Song Mai / 雙枚）
- トーヴィン社（Thọ Vinh/ 壽榮）
- トアンタン社（Toàn Thắng / 全勝）
- ヴィンサー社（Vĩnh Xá / 永舍）
- ヴーサー社（Vũ Xá / 武舍）